# Regiel
Regiel, regle – określenie wywodzące się z gwary społeczności góralskiej, gdzie oznacza „las rosnący na stromym stoku”. Mimo swojej ludowej genezy sformułowanie przeniknęło szeroko do słownictwa geograficznego, tworząc zestaw różnych pojęć i nazw związanych z górami, głównie z Tatrami.
W ramach piętrowego układu roślinności górskiej wyróżniane bywa leśne piętro reglowe, dzielące się dodatkowo na regiel dolny, będący naturalnym siedliskiem buka, oraz regiel górny z siedliskiem świerka. Z kolei niektóre formacje tektoniczne zbudowane ze skał osadowych i współtworzące pasma górskie w Centralnych Karpatach Zachodnich określa się mianem płaszczowin reglowych. Zasięgi geograficzne „reglowych” płaszczowin i pięter roślinności nie pokrywają się w pełni, co jest widoczne chociażby w Tatrach Bielskich uformowanych z płaszczowiny reglowej, a gdzie występuje powszechnie piętro kosodrzewiny i piętro halne.
Reglami określa się także poszczególne kopulaste wzniesienia tatrzańskie pokryte lasem, położone po północnej stronie Tatr u podnóża wyższych szczytów wyniesionych poza granicę lasu, takie jak Łysanki, Krokiew czy Hruby Regiel. Obszar obejmujący te wzniesienia, umiejscowiony na południe od Zakopanego, bywa wyodrębniany jako osobna część Tatr pod nazwą Tatry Reglowe albo po prostu Regle. Wzniesienia typu reglowego występują też w Tatrach Bielskich – jak Mały Regiel czy Wielki Regiel.